# Sankt Magnuskatedralen
Sankt Magnuskatedralen eller Kirkwallkatedralen, är en kyrkobyggnad i Kirkwall på Orkneyöarna. Den är rest över Magnus den helige som dräptes 1115. Magnus-katedralen är det mäktigaste minnesmärket från nordmännens herravälde över Orkneyöarna och den är näst efter Nidarosdomen det mest betydande norska byggnadsverk från medeltiden som har bevarats.
Katedralen påbörjades 1137 av Ragnvald jarl. Hans far Kol Kolsson ledde byggnadsarbetet. Det ursprungliga koret, större delen av tvärskeppet och östra delen av långskeppet blev rest i normandisk stil. Byggnationen fortsatte i övergångsstil till gotik under biskop Bjarne (1188–1223), och senare förlängde biskop Henrik (1248–49) koret med en gotisk tillbyggnad. Han påbörjade också västfasaden, som blev klar omkring 1450 under biskop Thomas Tulloch. Stora delar av grundplanen visar likhet med Nidaros domkyrka. Materialet är dels grå lerskiffer, dels röd sandsten.